# Idaea libycata
Idaea libycata is een vlinder uit de familie spanners (Geometridae). De wetenschappelijke naam is voor het eerst geldig gepubliceerd in 1906 door Bartel.
De soort komt voor in Europa.